# Robert Land
Robert Land (n. 13 iulie 1887, Kroměříž, Moravia de Sud⁠(d), Cehia – d. 12 octombrie 1940, Paris, Franța sub ocupație nazistă) a fost un regizor de film austriac de origine moraviană (cehă) și scenarist.

## Biografie
S-a născut într-o familie evreiască ca Robert Liebmann la 13 iulie 1887, la Kromeriz în Austro-Ungaria, azi un oraș din Republica Cehă. El a adoptat ulterior pseudonimul Robert Land pentru a evita confuzia cu celebrul (în aceea perioadă) critic de film și scenarist cu același nume, Robert Liebmann (n. 5 iunie 1890, Berlin - d. iulie 1942, Lagărul de concentrare Auschwitz, Oświęcim, Polonia).
La începutul secolului XX, Land s-a mutat la Viena, unde a obținut o diplomă de învățământ secundar și apoi a urmat cursuri universitare de istoria artei. A urmat și o școală de actorie. În 1911 a debutat ca actor la teatrul vienez Residenzbühne. Cu puțin timp înainte de izbucnirea primului război mondial, el a început să se intereseze de film și a fondat o companie producătoare de filme, la care el însuși a contribuit cu producerea mai multor filme de scurt metraj. Câțiva ani mai târziu, a condus alte companii producătoare de filme, cum ar fi Micco-Film. După război, Land a început să facă filme de lung metraj.
În 1919, Robert Land a scris scenariul filmului Die Jüdin von Toledo (1919, regizat de Otto Kreisler), după o piesă de teatru de Franz Grillparzer. La începutul anilor 1920, filmele sale nu au avut un mare succes, cu excepția filmului Durch die Quartiere des Elends und Verbrechens bazat pe un roman de Emil Kläger. Robert Land a contribuit la succesul viitor al actriței Lilian Harvey, după ce i-a oferit un rol minor (debut actoricesc) în filmul Der Fluch (Blestemul) din 1924. După acest film, Land s-a mutat la Berlin, unde a creat  filme dramatice dar și de comedie cu actori ca Harry Liedtke, Carmen Boni, Fritz Kortner, Liane Haid și Käthe von Nagy.
A regizat câteva filme mute cu necunoscuta în acel moment Marlene Dietrich: Prinzessin Olala (1928), I Kiss Your Hand, Madame (1929). În 1933, după ce Partidul Național Socialist a preluat puterea, Robert Land a trebuit să părăsească Germania din cauza originii sale evreiești.  A reușit însă să termine filmul Drei Kaiserjäger (1933), care, după înfrângerea Germaniei naziste în 1945, a fost interzis de cenzura militară a aliaților. Robert Land a emigrat inițial la Praga, unde nu a găsit un post disponibil de regizor. În 1934 a plecat în Italia, dar un an mai târziu s-a întors la Praga. În 1937 s-a întors la Viena pentru ultima oară, dar după Anschluss-ul Austriei în primăvara anului 1938 a fost expulzat din Reichsfilmkammer (RFK), ceea ce însemna că i s-a interzis să mai regizeze în Germania și Austria. Ca urmare a acestor evenimente, s-a întors la Praga, unde a realizat două filme. În 1938, în Cehoslovacia, a regizat ultimul său film, Panenka. În continuare biografia sa este neclară. Potrivit unor surse, el a emigrat cu soția sa Irma (cu care s-a căsătorit la Viena în 1923) la Paris în 1938, după alte surse, a fost arestat, închis sau ucis în 1939 după ocupația Cehoslovaciei. Alte surse indică faptul că el a murit din cauze naturale în orașul său natal, Kromeriz, în 1942.

## Filmografie
- Die Jüdin von Toledo (1919, scenarist)
- Die Rosenkreuzer  (1922)
- Don Juan (1922)
- Der Fluch (1924)
- Der Bankkrach unter den Linden (1926)
- Alpentragödie (1927)
- Der fesche Erzherzog (1927)
- Venus im Frack (1927)
- Prinzessin Olala (1928)
- Zwei rote Rosen (1928)
- Der Raub der Sabinerinnen (1928)
- Frau Sorge (1928)
- Der lustige Witwer (1929)
- Ich küsse Ihre Hand, Madame (1929)
- Der Held aller Mädchenträume (1929)
- Liebe und Champagner (1930)
- Les saltimbanques (1930)
- Boykott (1930)
- Wochenend im Paradies (1931)
- Amours viennoises (1931)
- 24 Stunden aus dem Leben einer Frau (1931)
- Drei Kaiserjäger (1933)
- Melodramma (1934)
- Jana, das Mädchen aus dem Böhmerwald (1935)
- Arme kleine Inge (1936)
- Panenka (Robot-Girl Nr. One sau The Doll, 1938, film cehoslovac)